# Jão
Jão, de son vrai nom João Vitor Romania Balbino, né le 3 novembre 1994 à Américo Brasiliense, est un chanteur brésilien.

## Biographie

### Les débuts
Alors qu'il était encore aux études, João Vitor aimait déjà chanter, notamment aux côtés de sa sœur, Isabela, dont la différence d'âge n'est que d'un an et huit mois. C'est elle qui est à l'origine de son nom de scène, préférant l'appeler simplement Jão. Alors qu'il étudie le marketing à l'Université de São Paulo, il rencontre dans cette métropole des personnes qui ont véritablement cru en ses capacités musicales. «À partir de là, j'ai commencé à chanter et à me considérer comme un chanteur et un musicien», explique-t-il. En 2016, il réalise lui-même plusieurs vidéos de covers mises ensuite sur Youtube, reprenant par exemple des chansons d'Anitta, Beyoncé, Ed Sheeran, Maiara & Maraisa, Adele ou encore Lana Del Rey. Ses reprises font mouche, lui permettant de commencer véritablement sa carrière.

### Style musical
Jão a «toujours beaucoup aimé l'univers pop», tout en considérant que la pop «n'est pas seulement un genre mais une construction de beaucoup de choses». «J'ai admiré beaucoup de personnes qui faisaient partie de ce monde et mon son vient de là. Donc j'ai commencé à faire mes chansons à partir de la pop, en m'inspirant des personnes de cet univers». En 2018, il disait écouter beaucoup Dua Lipa, Simone & Simaria, The Weeknd, Drake ou encore Anavitória. De base, Jão joue surtout de trois instruments: le piano, la guitare et la flûte.

### Albums
- 2018 : Lobos
- 2019 : Anti-Herói
- 2021 : Pirata
- 2023 : Super

Albums live
- 2020 : Turnê Anti-Herói (Ao Vivo)

### Singles
- 2016 : Dança pra Mim
- 2017 : Álcool
- 2017 : Ressaca
- 2018 : Imaturo
- 2018 : Vou Morrer Sozinho
- 2018 : Me Beija com Raiva
- 2019 : Dilema
- 2019 : Louquinho
- 2019 : Enquanto Me Beija
- 2019 : Essa Eu Fiz pro Nosso Amor
- 2021 : Coringa
- 2021 : Não Te Amo
- 2021 : Fugitivos :)
- 2022 : Idiota
- 2022 : Sim
- 2024 : Mal